# 亞希德尼亞
50°7′31″N 24°19′23″E / 50.12528°N 24.32306°E
亞希德尼亞（羅馬化：Yahidnia）是烏克蘭西部的村莊，隸屬利維夫州的利維夫區。該村始建於1550年，面積0.04平方公里，海拔高度208米，2001年人口248，人口密度每平方公里6,200人。